# Zdeněk Zeman
Zdeněk Zeman (Praag, 12 mei 1947) is een Italiaans-Tsjechische voetbaltrainer.

## Biografie
Zeman groeide op in Praag. Zijn oom Čestmír Vycpálek was een voormalige speler van Juventus en later werkzaam als coach. Zeman ging in 1968 bij hem in Palermo wonen toen zijn land werd binnen gevallen door de Sovjet-Unie. In 1975 kreeg hij de Italiaanse nationaliteit.

## Carrière
Zeman begon als coach bij de amateurclubs Cinisi, Bacigalupo, Carini, Misilmeri en Esacalza in de buurt van Palermo. Later werkte hij als jeugdtrainer voor US Città di Palermo.
Nadat Zeman zijn trainersdiploma behaalde, werkte hij voor Licata, dat hij verrassend vanuit de Serie C2 naar de Serie B weet te brengen. Na de tweede promotie in 1986 vertrok Zeman naar Foggia in de Serie C1, waar hij echter voor het eind van het seizoen alweer werd ontslagen. Ook bij Parma in de Serie B werd Zeman al na 7 wedstrijden ontslagen. In 1988 werd Zeman coach van Messina, wederom in de Serie B, waar hij als achtste eindigde. In dat team speelde onder meer de topscorer van het WK 1990 Salvatore Schillaci.
Het jaar erna trok Foggia, waar Zeman eerder ontslagen werd, hem opnieuw aan. Ditmaal was de samenwerking aanmerkelijk succesvoller. Met toen nog onbekende spelers als
Giuseppe Signori en Francesco Baiano wist men in twee jaar te promoveren naar de Serie A. Ook op dit hoogste niveau presteerde Foggia onverwachts goed. Drie achtereenvolgende jaren wist het zich, met zeer aanvallend voetbal (4-3-3 systeem), te kwalificeren voor deelname aan de UEFA-Cup.
In 1994 vertrok Zeman naar Lazio, waarmee hij 2e en 3e werd. Hij liet hier onder meer Alessandro Nesta debuteren in het eerste team. In januari 1997 werd hij echter ontslagen. Het seizoen erna tekende Zeman bij AS Roma, waar hij een nieuw en sterk Roma opbouwde. De jonge Francesco Totti werd de spil waar het spel om draait. Met goed spel eindigde Roma op de vierde plaats.
In deze tijd baarde Zeman opzien met zijn beschuldigingen van doping-gebruik. Met name Juventus en spelers als Gianluca Vialli en Alessandro Del Piero moesten het ontgelden. Hoewel het er later steeds meer op begon te lijken dat Zeman gelijk had, hebben deze beschuldigingen zijn carrière geen goed gedaan. Na het seizoen 1998/99, waarin Roma als vijfde eindigde, werd Zeman ontslagen en opgevolgd door Fabio Capello.
Zeman werkte vervolgens met weinig succes bij Fenerbahçe SK, SSC Napoli, Salernitana Calcio en US Avellino. In 2004 verraste Serie A-club Lecce met de aanstelling van Zeman als hoofdcoach. Zeman betaalde dit vertrouwen terug door met de selectie boven verwachting goed te spelen. Hij behoedde Lecce voor degradatie met spelers als Valeri Bojinov en Mirko Vučinić. Na dit seizoen nam Zeman ontslag en was hij een tijd niet meer werkzaam als trainer, opnieuw verrast Lecce echter de voetbalwereld door hem in juni 2006 opnieuw aan te stellen als coach van de ploeg, die vorig jaar alsnog degradeerde uit de Serie A, maar hij werd later ontslagen in december en opgevolgd door Giuseppe Papadopulo.
In juni 2008 was Zeman ingehuurd als trainer van Rode Ster Belgrado, maar het dienstverband met de Servische club duurde slechts drie maanden. Na een kort avontuur bij Foggia volgde een succesvolle periode bij Pescara, dat hij naar de Serie A loodste. Men was lovend over het aanvallende voetbal dat Zeman speelde, het leverde Pescara meer dan 90 doelpunten op in de Serie B. Na dit seizoen keerde Zeman terug bij zijn oude liefde AS Roma, waar hij de opvolger werd van de teleurstellende Luis Enrique. Ondanks een redelijk positieve eerste helft van het seizoen en drie opeenvolgende overwinningen in de Coppa Italia ging het in januari 2013 bergafwaarts. Reeds in februari 2013 besloot het management van Roma om de trainer te vervangen, nadat zij het vertrouwen in hem hadden verloren. Hij werd op interim-basis opgevolgd door Aurelio Andreazzoli. Zeman werd in juli 2014 aangesteld als hoofdcoach van Cagliari, maar vijf maanden later weer ontslagen. De club stond op dat moment achttiende in de Serie A, met twaalf punten uit zestien wedstrijden. Hij werd opgevolgd door oud-international Gianfranco Zola, die als speler twee seizoenen de kleuren verdedigde van de club uit Sardinië. Op maandag 9 maart 2015 keerde Zeman terug bij Cagliari nadat Zola na tien duels (zes nederlagen) was ontslagen. Ruim vijf weken later stapte hij ditmaal zelf op bij de club. Op zondag 14 juni 2015 werd bekend dat Zeman aan de slag ging bij FC Lugano uit Zwitserland. Hij tekende een contract voor één jaar.

## Erelijst
Licata
- Kampioen Serie C2 (1984-1985)

 Foggia
- Kampioen Serie B (1990–91)

 Pescara
- Kampioen Serie B (2011–2012)